# Wojciech Bobola (1561–1606)
Wojciech Bobola z Piasków herbu Leliwa, (ur. 1561, zm. 27 maja 1606) – właściciel Strachociny.  
Urodzony w Strachocinie, syn Hieronima Boboli (właściciela Strachociny i Zmiennicy) i Katarzyny, kuzyn św. Andrzeja Boboli, wnuk Jana Boboli (ożenionego z Heleną z Żurawicy, potem z Katarzyną Śliwicką), miał ośmioro dzieci. 
Brat Wojciecha, ks. Andrzej Bobola, był proboszczem i przełożonym szpitala w latach 1576–1604  w Dubiecku.
Walczył przeciw Rosji pod Smoleńskiem, poległ 27 maja 1606 pod Moskwą – w czasie zbrojnej napaści Moskali na wojsko polskie, stanowiące orszak carowej Maryny Mniszchówny.